# Una rebelde en solitario
Una rebelde en solitario è un album di raccolta della cantante messicana Anahí, pubblicato nel 2006.

## Tracce
1. Desesperadamente sola
2. Super enamorandome
3. Es el amor
4. Aqui sigues estando tu
5. Tu amor cayo del cielo
6. Como cada dia
7. Volveras a mi
8. Tranquilo Nene
9. Sobredosis de amor
10. Primer amor